# Эсбьерг (коммуна)
Эсбьерг (дат. Esbjerg Kommune) — датская коммуна в составе области Южная Дания. Площадь — 752,67 км², что составляет 1,75 % от площади Дании без Гренландии и Фарерских островов. Численность населения на 1 января 2008 года — 114244 чел. (мужчины — 57047, женщины — 57197; иностранные граждане — 5302).

## История
Коммуна была образована в 2007 году из следующих коммун:
- Брамминг (Bramming)
- Эсбьерг (Esbjerg)
- Рибе (Ribe)

## Изображения

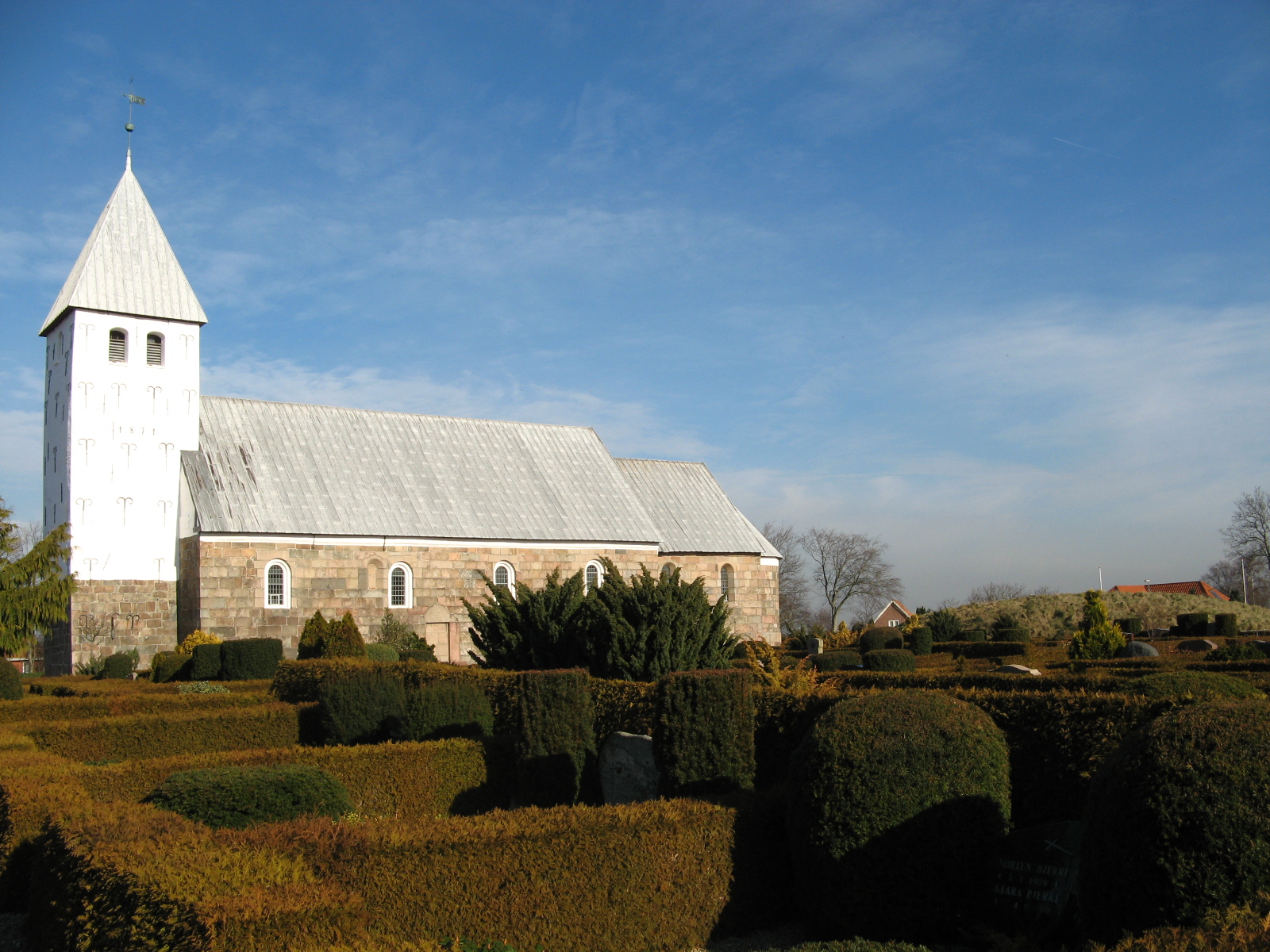

## Железнодорожные станции
- Брамминг (Bramming)
- Эсбьерг (Esbjerg)
- Горде (Gårde)
- Гьесинг (Gjesing)
- Гёрдинг (Gørding)
- Гредстедбро (Gredstedbro)
- Гульдагер (Guldager)
- Видинг (Hviding)
- Рибе Нёрремарк (Ribe Nørremark)
- Рибе (Ribe)
- Сайструп (Sejstrup)
- Спангсбьерг (Spangsbjerg)
- Тьереборг (Tjæreborg)
- Варде Нор (Varde Nord)